# Трошин, Афанасий Семёнович
Афанасий Семёнович Тро́шин (23 декабря 1912, Альза, Чамзинский район — 24 декабря 1985, Ленинград) — советский цитофизиолог.

## Биография
Родился в 1912 году в селе Альза Ардатовского уезда Симбирской губернии (ныне Чамзиновский район Мордовии).
В 1936 году окончил Ленинградский государственный университет, в 1940 году защитил кандидатскую диссертацию. После аспирантуры был приглашен Д. Н. Насоновым на работу научным сотрудником в его лаборатории цитологии в Ленинградском филиале Всесоюзного института экспериментальной медицины (ВИЭМ).
Участник Финской и Великой Отечественной войн. С июня 1941 года — командира пулеметного взвода, к концы войны — помощник начальника оперативного отдела штаба 9-го укрепрайона Ленинградского фронта. Демобилизован в апреле 1946 года в звании капитана.
В 1954 году защитил докторскую диссертацию «Роль сорбции в явлениях клеточной проницаемости», по материалам которой была написана монография «Проблема клеточной проницаемости», опубликованная в 1956 году и переведенная позже на немецкий, китайский и английский языки. За этот труд Трошин получил премию Президиума АН СССР. В 1963 году работы А. С. Трошина были официально признаны открытием. Этот труд — первое в истории изучения клетки систематическим исследованием значения сорбционных процессов в распределении между клеткой и средой важных для жизнедеятельности клетки ионов и органических соединений. В этом труде были систематизированы различные данные, противоречившие ключевым положениям мембранной теории клеточной проницаемости, и свидетельствовавшие в пользу сорбционной теории проницаемости, которую развивал автор. Наиболее заметным автором этого направления за рубежом является Г. Линг.
В 1955 году работал в Зоологическом институте АН СССР. Являлся сескретарём парткома института. В том году подписал «Письмо трёхсот», ставшее впоследствии причиной отставки Т. Д. Лысенко с поста президента ВАСХНИЛ
Через месяц после основания Института цитологии АН СССР в 1957 году становится заведующим лабораторией физиологии клетки, сменив на посту Д. Н. Насонова. После смерти Д. Н. Насонова возглавляет института на протяжении почти 25 лет (1958—1984 гг.). За это время Институт цитологии из небольшого коллектива превратился в ведущий центр страны по изучению клетки.
Умер 24 декабря 1985 года, в Ленинграде, похоронен на Серафимовском кладбище.

## Звания и награды
В 1960 году получил ученое звание профессора, и избран членом-корреспондентом АН СССР.
За научно-организационные заслуги награждён орденами Октябрьской Революции, Трудового Красного Знамени и орденом Ленина.
За военные заслуги награждён орденом Отечественной войны II степени, орденом Красной Звезды и медалями.

## Книги
Трошин — автор 119 научных работ, в том числе одной монографии.
- Трошин А. С. Проблема клеточной проницаемости. М.; Л., 1956. 474 с.
- Troshin A.S. Problems of Cell Permeability. Pergamon Press: Oxford, New York, 1966. 549 p.
- Трошин А. С. Распределение веществ между клеткой и средой. Л., 1985. 191 с.
- Ling G.N. A Revolution in the Physiology of the Living Cell. Krieger Publishing Company, Malabar, Florida, 1992. 378 p.